# Clásica de El Carmen de Viboral 2011
La 19ª edición de la Clásica de El Carmen de Viboral se disputó del 20 al 23 de julio de 2011.
Comenzó con la etapa El Carmen de Viboral-Doradal, en la que se llegó a orillas del Río Magdalena. Al día siguiente se regresó a El Carmen de Viboral; el tercer día se corrió una contrarreloj por las calles del pueblo y finalmente un circuito con salida y llegada en el Carmen. 
El vencedor de la clasificación general fue Giovanni Báez, quién tomó el liderato desde la primera etapa. Fue seguido en el podio por Jaime Castañeda y Edward Beltrán, los tres del equipo EPM-UNE.

## Equipos participantes
Fueron en total 13 equipos los que tomaron parte de la carrera, formando un pelotón de 109 corredores:
- Colombia es Pasión-Café de Colombia (bajo la denominación de Equipo Mixto A)
- EPM-UNE (Equipo A y Equipo B)
- Boyacá Orgullo de América
- Gobernación de Antioquia-Indeportes Antioquia
- Selección Colombia - Indeportes Antioquia
- Policía Nacional
- Redetrans
- Grupo Élite El Mago
- Fuerzas Armadas
- Mixto A
- Autolarte - Diego Botero

## Etapas
| Etapa | Fecha       | Recorrido                                         | Km     | Ganador          | Líder         |
| 1     | 20 de julio | El Carmen de Viboral - Doradal                    | 170    | Giovanni Báez    | Giovanni Báez |
| 2     | 21 de julio | Puerto Triunfo - El Carmen de Viboral             | 156    | Jaime Castañeda  | Giovanni Báez |
| 3     | 22 de julio | San Antonio - El Carmen de Viboral                | 25 CRI | Rafael Infantino | Giovanni Báez |
| 4     | 23 de julio | El Carmen de Viboral-La Ceja-El Carmen de Viboral | 110    | Jaime Suaza      | Giovanni Báez |

## Clasificación general final
| Posición | Ciclista            | Equipo                                        | Tiempo    |
| -------- | ------------------- | --------------------------------------------- | --------- |
|          | Giovanni Báez       | EPM-UNE                                       | 10:39'32" |
| 2        | Jaime Castañeda     | EPM-UNE                                       | + 2'24"   |
| 3        | Edward Beltrán      | EPM-UNE                                       | + 2'40"   |
| 4        | Esteban Chávez      | Colombia es Pasión-Café de Colombia           | + 2'55"   |
| 5        | Rafael Infantino    | EPM-UNE                                       | + 3'52"   |
| 6        | Juan Esteban Arango | Gobernación de Antioquia-Indeportes Antioquia | + 4'31"   |
| 7        | Juan Pablo Villegas | Colombia es Pasión-Café de Colombia           | + 5'13"   |
| 8        | Óscar Javier Rivera | EPM-UNE                                       | + 6'30"   |
| 9        | Arley Montoya       | GW Shimano                                    | + 7'07"   |
| 10       | Héiner Parra        | EPM-UNE                                       | + 7'14"   |

## Evolución de las clasificaciones[3][4]
| Etapa (Vencedor)             | Clasificación general | Clasificación metas volantes | Clasificación de la montaña | Clasificación de la Regularidad | Clasificación por equipos |
| ---------------------------- | --------------------- | ---------------------------- | --------------------------- | ------------------------------- | ------------------------- |
| 1ª etapa (Giovanni Báez)     | Giovanni Báez         | Róbigzon Oyola               | Freddy Piamonte             | Giovanni Báez                   | EPM-UNE                   |
| 2.ª etapa (Jaime Castañeda)  | Giovanni Báez         | Jaime Castañeda              | Jaime Castañeda             | Giovanni Báez                   | EPM-UNE                   |
| 3.ª etapa (Rafael Infantino) | Giovanni Báez         | Jaime Castañeda              | Jaime Castañeda             | Giovanni Báez                   | EPM-UNE                   |
| 4ª etapa (Jaime Suaza)       | Giovanni Báez         | Jaime Castañeda              | Jaime Castañeda             | Giovanni Báez                   | EPM-UNE                   |
| Final                        | Giovanni Báez         | Jaime Castañeda              | Jaime Castañeda             | Giovanni Báez                   | EPM-UNE                   |